# Кемеровский государственный институт культуры
Кемеровский государственный институт культуры (КемГИК) — ведущий образовательный комплекс Западной Сибири по подготовке специалистов высшей квалификации в сфере культуры и искусства, известный в России научный центр в области культурологии, социально-культурной деятельности, библиотечно-информационной технологии и информационной культуры личности.

## Факультеты и кафедры[3]
- Факультет музыкального искусства
  - Кафедра эстрадного оркестра и ансамбля
  - Кафедра музыкально-инструментального исполнительства
  - Кафедра народного хорового пения
  - Кафедра дирижирования и академического пения
  - Кафедра музыкознания и музыкально-прикладного искусства
- Факультет социально-культурных технологий
  - Кафедра музейного дела
  - Кафедра социально-культурной деятельности
  - Кафедра управления и экономики социально-культурной сферы
- Факультет режиссуры и актёрского искусства
  - Кафедра театрального искусства
  - Кафедра режиссуры театрализованных представлений и праздников
- Социально-гуманитарный факультет
  - Кафедра философии, права и социально-политических дисциплин
  - Кафедра педагогики и психологии
  - Кафедра культурологии
  - Кафедра литературы и русского языка
  - Кафедра иностранных языков
  - Кафедра физвоспитания
  - Кафедра теологии и религиоведения
  - Кафедра теории и истории народной художественной культуры
  - Кафедра прикладной этики
- Факультет визуальных искусств
  - Кафедра дизайна
  - Кафедра фото-видеотворчества
  - Кафедра декоративно-прикладного искусства
- Факультет хореографии
  - Кафедра балетмейстерского творчества
  - Кафедра народного танца
  - Кафедра классической и современной хореографии
- Факультет информационных и библиотечных технологий
  - Кафедра технологии автоматизированной обработки информации
  - Кафедра технологии документальных коммуникаций

## Научно-исследовательские институты[4]
- НИИ информационных технологий социальной сферы
- НИИ межкультурной коммуникации и социально-культурных технологий

## Диссертационные советы[5]
Диссертационный совет Д 210.006.01
по защите диссертаций на соискание ученой степени доктора наук по специальностям:
- 24.00.01 — Теория и история культуры (культурология)
- 24.00.03 — Музееведение, консервация и реставрация историко-культурных объектов (культурология)

## Статус вуза
На основании Приказа Министерства культуры РФ № 1963 от 13 июля 2015 года ФГБОУ ВПО «Кемеровский государственный университет культуры и искусств» (КемГУКИ) переименовывается в ФГБОУ ВО «Кемеровский государственный институт культуры» (КемГИК)

## Ректор
Ректор ФГБОУ ВО «Кемеровский государственный институт культуры» — Шунков Александр Викторович, доктор филологических наук, доцент.

## Известные студенты
Известно, что главным лицом института является заслуженный артист РФ Андрей Панин, в честь которого в КемГИКе был создан музей, а также Международный театральный фестиваль-конкурс «Рыжий клоун».
В 1979 г. институт закончил заслуженный деятель искусств РФ, основатель и художественный руководитель Новосибирского городского драматического театра Сергей Афанасьев.
В 1980 г. специальность «руководитель самодеятельного хореографического коллектива» получил В. Селиверстов — режиссер-балетмейстер, заслуженный артист РФ, почетный работник культуры Кузбасса, художественный руководитель Губернаторского театра танца «Сибирский калейдоскоп», член Всемирного Совета танцев при ЮНЕСКО.
В 1983 г. театральное отделение по специальности «режиссёр любительского театра» окончила Ирина Латынникова — театральный режиссёр, актриса, педагог, заслуженный работник культуры РФ.
В 1984 г. театральное отделение окончил Владимир Плешаков — прозаик, сценарист, кинодраматург, режиссёр.
В институте на театральном отделении обучался (но не доучился) репер, прозаик, лауреат премии «Дебют» (2004) Евгений Алехин.
В 2013 г. институт закончил Борис Шипулин (специализация «искусство балетмейстера-постановщика») — главный хореограф International Dance Center; хореограф Первого канала в проекте «Dance Революция», хореограф-постановщик шоу на Первом канале, хореограф шоу — пространства Ленинград Центр, супер финалист телевизионного шоу «Танцуй».
В период с 2015—2019 гг. на специальности «артист драматического театра и кино» обучался российский поэт, драматург, публицист, актёр театра и кино — Николай Шарифулин (курс Ирины Латынниковой).